# Temporalie
Temporalie (bona temporalia, von lat. tempus Zeit, Plural: Temporalia oder Temporalien „zeitliche Güter“) ist in der katholischen Kirche die Bezeichnung für weltliche Güter oder Rechte, die im Gegensatz zu Spiritualien (bona spiritualia) vergänglich sind.

## Entwicklung
Die Entstehung der Begriffe „Temporalien“ und „Spritualien“ und die Definition ihres Inhalts war eine Folge des Investiturstreits, als diese beiden Teile der geistlichen Ämter getrennt werden mussten, um den Streit mit dem Wormser Konkordat beenden zu können.
Soweit in Deutschland die Temporalien in Hoheits- und Regierungsrechten bestanden, sind sie seit der Säkularisation weggefallen. Übrig gebliebene Temporalien wurden fast gänzlich in Staatsleistungen umgewandelt. Die Ausmaße dieser Leistungen wurden in Konkordaten und Zirkumskriptionsbullen festgestellt.

## Verwandte Begriffe
Eine Temporalienabtrennung besteht dann, wenn die Verringerung des Einkommens einer Stelle durch Überweisung an eine andere entsteht. Eine Temporaliensperre entsteht dann, wenn eine staatliche Maßnahme dazu führt, dass den kirchlichen Beamten ein ihnen zu gewährendes Gehalt vorenthalten wird. Unter vollständiger Temporaliensperre stand in Preußen die Katholische Kirche nach dem Kulturkampf-Gesetz vom 22. April 1875.